# La intrusa
La intrusa (no Brasil: A Intrusa) é uma telenovela mexicana produzida por Ignacio Sada Madero para a Televisa, exibida pelo Canal de las Estrellas entre 16 de abril a 19 de outubro de 2001, em 135 capítulos, sucedendo Mujer bonita e sendo sucedida por Salomé. 
A trama é uma adaptação de Valentina de 1975 original de Inés Rodena e sendo adaptada por Carlos Romero. 
Foi protagonizada por Gabriela Spanic, interpretando gêmeas novamente, e Arturo Peniche, e antagonizada por Dominika Paleta, Laura Zapata, Karla Álvarez, Chantal Andere, Claudio Báez, Juan Pablo Gamboa e Sergio Sendel.

## Enredo
Virginia (Gabriela Spanic) é uma mulher bonita e de bons sentimentos que trabalha como governanta do filho mais novo do senhor Rodrigo Junquera (Enrique Lizalde). Desde a sua chegada à mansão da família, os filhos do seu patrão mostram desprezo e ódio por ela.
Tudo irá mudar, quando ela conhece Carlos Alberto Junquera (Arturo Peniche), Virginia se sente atraída por ele, mesmo ele tendo uma namorada chamada Anabella (Dominika Paleta), que por falar nisso, não a suporta e sempre que pode solta comentários maliciosos sobre o relacionamento da governanta e o senhor Rodrigo.
Rodrigo descobre que sofre de uma doença fatal e que sua riqueza econômica já não é a mesma, ele decide que Virginia é a única pessoa capaz de manter a sua família unida e assim a deixa como administradora dos bens que ainda possui. Então, ele pede para que ela se case com ele em segredo, garantindo assim o futuro dos seus filhos.
Rodrigo sente a proximidade de sua morte, ele decide ir para Nova York e lá ele enfim acaba morrendo e Virginia acaba se tornando a jovem viúva, madrasta dos filhos Junquera, que agora a odeiam mais do que nunca.

## Elenco
- Gabriela Spanic - Virginia Martínez Roldán e Vanessa Martínez Roldán
- Arturo Peniche - Carlos Alberto Junquera Brito
- Dominika Paleta - Anabella Roldán Limantour
- Laura Zapata - Maximiliana Limantour Bracho de Roldán
- Karla Álvarez - Violeta Junquera Brito
- Chantal Andere - Raquel Junquera Brito
- Sergio Sendel - Danilo Roldán Limantour
- Guillermo García Cantú - Rodrigo "Junior" Junquera Brito
- Silvia Manríquez - Elena Roldán
- José María Torre - Aldo Junquera Brito
- Sherlyn - Maricruz Roldán Limantour
- Marlene Favela - Guadalupe Rojas
- Claudio Báez - Alirio Roldán
- Jan - Johnny
- Jessica Salazar - Tania Rivadeneyra Elias
- Jorge de Silva - Raymundo
- Alejandro Ruiz - Juvencio Menchaca
- Diana Golden - Zayra Karina Jiménez
- Silvia Derbez - Sagrario Vargas (#1)
- Bárbara Gil - Sagrario Vargas (#2)'
- Patricia Reyes Spíndola - Renata de Velarde
- Enrique Lizalde - Rodrigo Junquera (#1)
- Carlos Cámara - Rodrigo Junquera (#2)
- Queta Lavat - Rosalía Bracho Vda. de Limantour
- Irma Lozano - Laura Elias de Rivadeneyra
- Sara Montes - Balbina
- Gustavo Rojo - Víctor Rivadeneyra
- Juan Pablo Gamboa - Esteban Fernández
- Rosita Bouchot - Directora Villalobos (#2)
- Marcelo Buquet - Barreto
- Alberto Díaz - Pastor
- Silvia Caos - Evelia
- César Castro - Dr. Palafox
- Lorenzo de Rodas - Dr. Adrián Colmenares
- Beatriz Morayra - Haydée
- Martha Roth - Norma Iturbide Vda. de Del Bosque
- María Prado - Zenaida

## Exibição no Brasil
O SBT havia adquirido os direitos de exibição da novela em meados de 2003/2004 e teve alguns capítulos dublados. Em 2005, o SBT chegou a anunciar a novela dentro de um pacote de novidades na programação, mas foi engavetada e nunca exibida.  
Estreou em 11 de setembro de 2023 na plataforma de streaming Globoplay com 15 capítulos semanais, até o dia 6 de novembro de 2023, totalmente dublada em português.

## Audiência
A trama alcançou média de 22 pontos, índice mediano para o horário.

## Versões
La intrusa é baseada na radionovela Valentina escrita por Inés Rodena, existem outras versões desta telenovela.
- Valentina, telenovela realizada pela RCTV em 1975 e protagonizada por Marina Baura e Raúl Amundaray.

- Rebeca, telenovela realizada pela RCTV em 1985 e protagonizada por Tatiana Capote e Franklin Virgüez.

- Alma mía, telenovela realizada pela RCTV em 1988 e protagonizada por Carlos Montilla, Nohely Arteaga e Astrid Carolina Herrera.

- Cuando hay pasión, telenovela realizada pela Venevisión em 1999, protagonizada por Fedra López, Jorge Reyes e Roxana Díaz.
- Teria sido programado para o ano de 2020 um novo remeke de La intrusa, mas foi cancelado devido a pandemia do Covid 19, as atrizes cotadas para testes teriam sido: Silvia Navarro, Lucero, Maite Perroni, Angelique Boyer e Camila Sodi.

## Prêmios e Indicações

### Prêmios TVyNovelas 2002
| Categoria                | Nomeado (a)            | Resultado |
| ------------------------ | ---------------------- | --------- |
| Melhor ator co-estrelar  | Guillermo García Cantú | Nomeado   |
| Melhor atriz co-estrelar | Marlene Favela         | Nomeada   |

### Prêmio El Eraldo de México
| Ano  | Categoria              | Nomeado (a)    | Resultado |
| ---- | ---------------------- | -------------- | --------- |
| 2002 | Melhor ator            | Arturo Peniche | Ganhador  |
| 2002 | Melhor atriz revelação | Marlene Favela | Ganhadora |